# Coelosaurus
Coelosaurus („dutý ještěr“) je pochybný rod teropodního dinosaura patrně z čeledi Ornithomimidae, žijícího v období pozdní svrchní křídy (geologický věk maastricht, asi před 70 až 66 miliony let) na východním území Severní Ameriky (stát New Jersey).

## Historie
Tento taxon byl stanoven na základě dvou fosilních kostí holenních, objevených v sedimentech geologického souvrství Navesink na území New Jersey. Fosilii popsal roku 1865 paleontolog Joseph Leidy pod jménem Coelosaurus antiquus ("pradávný dutý ještěr"). V roce 1979 byl tento materiál přiřazen paleontology Donem Bairdem a Jackem Hornerem do čeledi Ornithomimidae a dokonce přímo do rodu Ornithomimus. V současnosti je však tento taxon považován za nomen dubium (pochybné vědecké jméno). Jméno Coelosaurus použil pro fragment obratle také Richard Owen v roce 1854.
V roce 2018 byl ke druhu O. antiquus přiřazen také fosilní materiál ze souvrství Severn (Maryland) a Mooreville Chalk a Blufftown na území států Alabama a Georgie.